# Tore W. Aas
Tore Wilhelm Aas (* 24. Juli 1957) ist ein norwegischer Komponist und Gründer und Leiter des Oslo Gospel Choir.

## Leben und Wirken
Aas wurde bereits seit Anfang der 1980er Jahre stark von der Gospelmusik beeinflusst und arbeitete eng mit Andraé Crouch zusammen. Ursprünglich hatte er die Absicht, mehrmals jährlich Workshops für talentierte Gospelsänger zu veranstalten. Stattdessen kam 1988 es zur Gründung des Oslo Gospel Choir.
Neben der Leitung des Chores ist Aas Dozent an einem Osloer Konservatorium und leitet Workshops in Europa.
Seine Kompositionen umfassen sowohl Lieder als auch große Kompositionen wie Messen wie das Gospeloratorium Messias. Einige seiner Lieder fanden Eingang im neuen Gesangbuch der Norwegischen Kirche.
Er produzierte neben den Aufnahmen des Chores außerdem Platten u. a. für Andraé Crouch und Nana Mouskouri.
Berühmte Lieder sind zum Beispiel Lord, I Give You Glory sowie  I’m willing to Go oder Shine your light, welches beim Europa-Jugendtag der Neuapostolischen Kirche 2009 auf dem Programm stand.